# 大森幹彦
大森幹彦 (おおもり みきひこ、1932年 - )は、日本の映画プロデューサー。

## 来歴
東京都出身。慶應義塾大学経済学部卒。東宝と仕事をし、プロデューサー渡辺真を含む他の監督とも協力している。
作家の小林信彦は、『クレージーメキシコ大作戦』の東宝プロデューサーの「大森」が、東京高等師範学校附属高等学校での映画研究会の仲間であると、著書『決定版　日本の喜劇人』の中で述べている。

## 映画
- クレージー黄金作戦 (1967年)
- クレージーメキシコ大作戦  (1968年)
- リオの若大将 (1968年)
- 兄貴の恋人 (1968年)
- 昭和元禄 TOKYO196X年 (1968年)
- 日本一の裏切り男 (1968年)
- フレッシュマン若大将 (1969年)
- クレージーのぶちゃむくれ大発見 (1969年)
- クレージーの大爆発 (1969年)
- ニュージーランドの若大将 (1969年)
- 日本一の断絶男 (1969年)
- ブラボー!若大将(1970年)